# La Vellés
La Vellés ist eine westspanische Gemeinde (municipio) in der Provinz Salamanca in der Autonomen Gemeinschaft Kastilien-León. Sie befindet sich etwa 15 Kilometer nordöstlich von der Provinzhauptstadt Salamanca und hatte 2024 insgesamt 540 Einwohner.

## Geographie
Die Fläche der Gemeinde beträgt 25,5 km² und umfasst neben dem Hauptort auch die etwas abgelegene Wohnsiedlung Urbanización Fuente Vieja. Außerhalb der beiden Ortschaften besteht die Gemeinde fast ausschließlich aus Ackerland und ist nur mit einigen wenigen Gehöften bebaut.

## Bevölkerungsentwicklung
Wie die meisten anderen Gemeinden in der Region erlebte auch La Vellés in der zweiten Hälfte des 20. Jahrhunderts einen starken Bevölkerungsrückgang, wodurch die Gemeinde im Jahr 1991 nur noch 362 Einwohner hatte. Mit dem Bau der Wohnsiedlung Urbanización Fuente Vieja nahm die Bevölkerung aber wieder auf 505 im Jahr 2022 zu.
| Jahr      | 1900 | 1920 | 1950 | 1970 | 1991 | 2000 | 2010 | 2017 |
| Einwohner | 1125 | 1178 | 931  | 685  | 362  | 441  | 576  | 549  |

## Bauwerke
- Iglesia de Santa Ana

## Persönlichkeiten
- Enrique Almaraz y Santos (1847–1922), römisch-katholischer Geistlicher, Erzbischof von Sevilla (1907–1920) und Toledo (1920–1922)